# هومر دبليو. سميث
هومر دبليو. سميث (بالإنجليزية: Homer Smith)‏ هو أستاذ جامعي أمريكي، ولد في 2 يناير 1895 في دنفر في الولايات المتحدة، وتوفي في 25 مارس 1962 في نيويورك في الولايات المتحدة.